# Jingkara hyalipunctata
Jingkara hyalipunctata är en insektsart som beskrevs av Chou 1964a . Jingkara hyalipunctata ingår i släktet Jingkara och familjen hornstritar. Inga underarter finns listade i Catalogue of Life.